# Acacesia hamata
Acacesia hamata là một loài nhện trong họ Araneidae.
Loài này thuộc chi Acacesia. Acacesia hamata được Nicholas Marcellus Hentz miêu tả năm 1847.